# Kabinet-Beel I
Het kabinet-Beel I was het Nederlands kabinet van 3 juli 1946 tot 7 augustus 1948. Het was het eerste kabinet na de Tweede Wereldoorlog dat op democratische verkiezingen gestoeld was (het voorafgaande kabinet-Schermerhorn-Drees was zonder functionerend parlement benoemd door koningin Wilhelmina). De samenwerking tussen de KVP en de PvdA staat bekend als 'het nieuwe bestand'.
De problematiek rond de onafhankelijkheid van Nederlands-Indië vormde een belangrijk onderwerp van discussie gedurende Beel I. In eerste instantie werd de Overeenkomst van Linggadjati getekend in november 1946, maar door een verschillende interpretatie ontstonden er conflicten, welke er uiteindelijk toe leidden dat het verdrag in juli 1947 werd opgezegd, en de eerste politionele actie werd uitgevoerd in Indonesië. Een definitieve oplossing zou pas worden bereikt onder het volgende kabinet, Drees I.
Tijdens Beel I werd de Noodwet Ouderdomsvoorziening, de voorloper van de Algemene Ouderdomswet en ook wel de noodwet-Drees genoemd, ingevoerd.

## Ambtsbekleders
| Ambtsbekleders                        | Ambtsbekleders                                     | Ambtsbekleders                                                     | Minister / Ministerie                | Minister / Ministerie                                                            | Termijn                             | Partij |
| ------------------------------------- | -------------------------------------------------- | ------------------------------------------------------------------ | ------------------------------------ | -------------------------------------------------------------------------------- | ----------------------------------- | ------ |
|                                       | L.J.M. (Louis) Beel                                | mr.dr. L.J.M. (Louis) Beel (1902–1977)                             | Minister-president                   | Minister-president                                                               | 3 juli 1946 – 7 augustus 1948       | KVP    |
| Minister                              | L.J.M. (Louis) Beel                                | mr.dr. L.J.M. (Louis) Beel (1902–1977)                             | Binnenlandse Zaken                   | 23 februari 1945 – 15 september 1947                                             |                                     | KVP    |
| Minister                              | L.J.M. (Louis) Beel                                | mr.dr. L.J.M. (Louis) Beel (1902–1977)                             | Algemene Oorlogsvoering              | 3 juli 1946 – 18 juli 1946                                                       |                                     | KVP    |
| Minister                              | L.J.M. (Louis) Beel                                | mr.dr. L.J.M. (Louis) Beel (1902–1977)                             | Algemene Zaken                       | 13 oktober 1947 – 7 augustus 1948                                                |                                     | KVP    |
|                                       | W. (Willem) Drees                                  | W. (Willem) Drees (1886–1988)                                      | Vicepremier / Minister               | Sociale Zaken                                                                    | 25 juni 1945 – 7 augustus 1948      | PvdA   |
|                                       | P.J. (Piet) Witteman                               | mr.dr. P.J. (Piet) Witteman (1892–1972)                            | Minister                             | Binnenlandse Zaken                                                               | 15 september 1947 – 7 augustus 1948 | KVP    |
|                                       | C.G.W.H. (Pim) baron van Boetzelaer van Oosterhout | mr. C.G.W.H. (Pim) baron van Boetzelaer van Oosterhout (1892–1986) | Minister                             | Buitenlandse Zaken                                                               | 3 juli 1946 – 7 augustus 1948       | O      |
|                                       | P. (Piet) Lieftinck                                | mr.dr. P. (Piet) Lieftinck (1902–1989)                             | Minister                             | Financiën                                                                        | 25 juni 1945 – 1 juli 1952          | PvdA   |
|                                       | J.H. van Maarseveen                                | mr. J.H. (Johan) van Maarseveen (1894–1951)                        | Minister                             | Justitie                                                                         | 3 juli 1946 – 7 augustus 1948       | KVP    |
|                                       | G.W.M. (Gerardus) Huysmans                         | dr. G.W.M. (Gerardus) Huysmans (1902–1948)                         | Minister                             | Economische Zaken                                                                | 3 juli 1946 – 14 januari 1948       | KVP    |
|                                       | S.L. (Sicco) Mansholt                              | S.L. (Sicco) Mansholt (1908–1995)                                  | Minister                             | Economische Zaken                                                                | 14 januari 1948 – 20 januari 1948   | PvdA   |
|                                       | J.R.M. (Jan) van den Brink                         | dr. J.R.M. (Jan) van den Brink (1915–2006)                         | Minister                             | Economische Zaken                                                                | 20 januari 1948 – 2 september 1952  | KVP    |
|                                       | A.H.J.L. (Alexander) Fiévez                        | A.H.J.L. (Alexander) Fiévez (1902–1949)                            | Minister                             | Oorlog                                                                           | 3 juli 1946 – 7 augustus 1948       | KVP    |
| Marine                                | A.H.J.L. (Alexander) Fiévez                        | A.H.J.L. (Alexander) Fiévez (1902–1949)                            | Minister                             | 3 juli 1946 – 7 augustus 1946                                                    |                                     | KVP    |
| Marine                                | A.H.J.L. (Alexander) Fiévez                        | A.H.J.L. (Alexander) Fiévez (1902–1949)                            | Minister                             | 25 november 1947 – 7 augustus 1948                                               |                                     | KVP    |
| Marine                                |                                                    | J.J.A. (Jules) Schagen van Leeuwen                                 | Minister                             | J.J.A. (Jules) Schagen van Leeuwen (1896–1976)                                   | 7 augustus 1946 – 25 november 1947  | O      |
|                                       | J.J. (Jos) Gielen                                  | dr. J.J. (Jos) Gielen (1898–1981)                                  | Minister                             | Onderwijs, Kunsten en Wetenschappen                                              | 3 juli 1946 – 7 augustus 1948       | KVP    |
|                                       | H. (Hein) Vos                                      | ir. H. (Hein) Vos (1903–1972)                                      | Minister                             | Verkeer                                                                          | 3 juli 1946 – 1 maart 1947          | PvdA   |
| Verkeer en Waterstaat                 | H. (Hein) Vos                                      | ir. H. (Hein) Vos (1903–1972)                                      | Minister                             | 1 maart 1947 – 7 augustus 1948                                                   |                                     | PvdA   |
|                                       | S.L. (Sicco) Mansholt                              | S.L. (Sicco) Mansholt (1908–1995)                                  | Minister                             | Landbouw, Visserij en Voedselvoorziening                                         | 25 juni 1945 – 1 januari 1958       | PvdA   |
|                                       | J.A. (Johan) Ringers                               | dr.ir. J.A. (Johan) Ringers (1885–1965)                            | Minister                             | Openbare Werken en Wederopbouw                                                   | 1 september 1945 – 15 november 1946 | O      |
|                                       | H. (Hein) Vos                                      | ir. H. (Hein) Vos (1903–1972)                                      | Minister                             | Openbare Werken en Wederopbouw                                                   | 15 november 1946 – 3 maart 1947     | PvdA   |
|                                       | L. (Lambertus) Neher                               | L. (Lambertus) Neher (1889–1967)                                   | Minister                             | Wederopbouw en Volkshuisvesting                                                  | 3 maart 1947 – 1 maart 1948         | PvdA   |
|                                       | J. (Joris) in 't Veld                              | mr.dr. J. (Joris) in 't Veld (1895–1981)                           | Minister                             | Wederopbouw en Volkshuisvesting                                                  | 1 maart 1948 – 2 september 1952     | PvdA   |
|                                       | J.A. (Jan) Jonkman                                 | mr. J.A. (Jan) Jonkman (1891–1976)                                 | Minister                             | Overzeese Gebiedsdelen                                                           | 3 juli 1946 – 7 augustus 1948       | PvdA   |
| Ambtsbekleders                        | Ambtsbekleders                                     | Ambtsbekleders                                                     | Minister / Portefeuille / Ministerie | Minister / Portefeuille / Ministerie                                             | Termijn                             | Partij |
|                                       | E.N. (Eelco) van Kleffens                          | mr. E.N. (Eelco) van Kleffens (1894–1983)                          | Minister                             | • Verenigde Naties Beleid (Buitenlandse Zaken)                                   | 1 maart 1946 – 1 juli 1947          | O      |
|                                       | L. (Lubbertus) Götzen                              | L. (Lubbertus) Götzen (1894–1979)                                  | Minister                             | • Nederlands- Indonesische Begrotings- technische Zaken (Overzeese Gebiedsdelen) | 11 november 1947 – 15 maart 1951    | O      |
| Bron: Kabinet-Beel I Rijksoverheid.nl |                                                    |                                                                    |                                      |                                                                                  |                                     |        |

## Kabinetsformatie
- Tweede Kamerverkiezingen: 16 mei 1946
- Beëdiging kabinet: 3 juli 1946
- Duur formatie: 47 dagen
  - Formateur, Louis Beel (KVP), 38 dagen

## Reden ontslagaanvraag
Het kabinet trad af vanwege ontbinding van de Tweede Kamer, en vervroegde verkiezingen, naar aanleiding van een voorgenomen Grondwetswijziging.

## Bron
- www.minaz.nl - Onder de voorwaarde dat de bron wordt vermeld, mogen onderdelen van de inhoud van deze website worden overgenomen.